# Douglas (South Lanarkshire)
Douglas, schottisch-gälisch: Dùghlas, ist eine Ortschaft im Zentrum der schottischen Council Area South Lanarkshire beziehungsweise in der traditionellen Grafschaft Lanarkshire. Sie liegt rund 17 Kilometer südwestlich von Lanark und 38 Kilometer östlich von Kilmarnock am rechten Ufer des Douglas Waters.

## Geschichte
Die Ortschaft entwickelte sich mit der Burg Douglas Castle, dem Stammsitz der schwarzen Linie des einflussreichen Clan Douglas und der Earls of Douglas. Douglas Castle stammt vermutlich aus dem 13. Jahrhundert. Bereits im 12. Jahrhundert wurde eine Kirche am Standort erwähnt. Die heutige St Bride’s Church stammt vermutlich aus dem späten 14. Jahrhundert. Dort befindet sich auch die Familiengruft der schwarzen Douglases.
Im Jahre 1458 wurde Douglas als Burgh of Barony installiert. Der als Märtyrer der Covenanter angesehene Schneider James Gavin stammt aus Douglas. Ihm zu Gedenken wurde ein Denkmal errichtet. Am Ostrand von Douglas nahe dem Ufer des Douglas Water fand 1692 durch James Douglas, Earl of Angus die Musterung zur Aufstellung der Cameronians statt. Hieran erinnert das Earl of Angus’ Monument.
Im Laufe der Jahrhunderte wurde in Douglas zunächst Kohle abgebaut, später siedelte sich die Textilindustrie an. Auf dem 469 m hohen Hagshaw Hill, der fünf Kilometer westlich gelegen ist, wurde 1994 der erste Windpark Schottlands aufgebaut.
Lebten 1861 noch 1426 Personen in Douglas, so sank die Zahl in den folgenden Jahrzehnten auf 1081 im Jahre 1891 ab. Im Rahmen der Zensuserhebung 1951 wurden in Douglas 2263 Einwohner gezählt. Nach sinkenden Einwohnerzahlen lebten 1991 nur noch 1616 Personen in der Ortschaft. Seitdem stagniert die Einwohnerzahl um diesen Wert.

## Verkehr
Die A70 (Edinburgh–Ayr) bildet die Hauptverkehrsstraße von Douglas und schließt die Ortschaft direkt an das Fernstraßennetz an. Rund drei Kilometer östlich besteht Anschluss an die Autobahn M74, die auf diesem Abschnitt Teil der Europastraße 5 ist.

## Persönlichkeiten
- George Wood (* 1952), Fußballspieler